# Miguel Gastón Aguilar
Miguel Gastón Aguilar Egüez  (Santa Cruz de la Sierra, 29 de septiembre de 1953) es un exfutbolista y entrenador boliviano. Se desempeñaba como extremo.

## Selección nacional
Aguilar fue internacional con la selección boliviana en 34 encuentros, anotando 10 goles entre 1977 y 1983, incluyendo dos ediciones de la Copa América. 

### Participaciones en competiciones internacionales
| Copa              | Sede            | Resultado    | PJ | G |
| ----------------- | --------------- | ------------ | -- | - |
| Copa América 1979 | América del Sur | Primera fase | 4  | 0 |
| Copa América 1983 | América del Sur | Primera fase | 1  | 0 |

## Clubes
| Club               | País      | Año         |
| ------------------ | --------- | ----------- |
| La Bélgica         | Bolivia   | 1972-1975   |
| Oriente Petrolero  | Bolivia   | 1976-1979   |
| Bolívar            | Bolivia   | 1976 - 1980 |
| Ferro Carril Oeste | Argentina | 1980        |
| The Strongest      | Bolivia   | 1981        |
| Blooming           | Bolivia   | 1982        |
| Oriente Petrolero  | Bolivia   | 1983        |
| The Strongest      | Bolivia   | 1984        |
| Destroyers         | Bolivia   | 1985-1988   |